# HMS Stockholm (J6)
HMS Stockholm (J6) var en stadsjagare i svenska flottan. Fartyget byggdes vid Karlskronavarvet i och levererades 24 november 1937 som andra fartyg i Göteborg-klassen. Mellan 1948 och 1951 genomfördes en ombyggnad, då bland annat skrovet breddades. Stockholm utrangerades år 1964 och såldes 1965 för skrotning i Ystad.

## Utformning och bestyckning
HMS Stockholm var 94,6 meter lång, 9,0 meter bred och hade ett djupgående av 2,6 meter. Standarddeplacementet var 1040 ton och det maximala deplacementet var 1 240 ton. Maskineriet bestod av tre oljeeldade ångpannor av märket Penhoët, som levererade ånga till två ångturbiner av märket de Laval. Maskineriet hade effekten 32 000 hästkrafter vilket gav en toppfart på 39 knop. Under provturer uppnåddes hela 41 knop.
Huvudartilleriet bestod av tre 12 cm kanoner m/24 C. Dessa var placerade en på backdäck, en midskepps mellan skorstenarna och en på akterdäck. Luftvärnet bestod av den nyutvecklade 25 mm luftvärnsautomatkanon m/32 Dessa satt i ett dubbellavetage på aktra bryggan, och två enkla på gångborden. Vidare fanns ombord även monterade kulsprutor, torpedtuber på däck samt sjunkbombskastare och sjunkbombsfällare.

## Historia

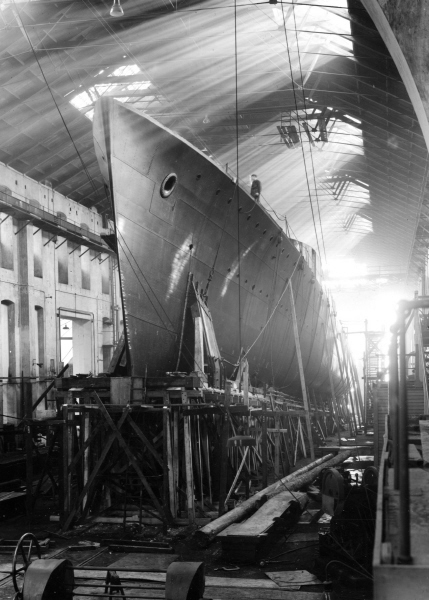
Stockholm under byggnad.

HMS Stockholm byggdes vid Örlogsvarvet i Karlskrona och sjösattes den 24 mars 1936. Efter provturer och utrustning levererades hon till Marinen den 24 oktober 1937.
År 1948 genomförde Stockholm tillsammans med systerfartyget HMS Norrköping (J10) och kryssaren HMS Fylgia en utlandsresa till Storbritannien och Europa. Färdvägen gick till följande hamnar.
1. Karlskrona
2. Malmö Anlöpte 30 april 1948, avseglade 3 maj 1948
3. Göteborg Anlöpte 5 maj 1948, avseglade 10 maj 1948
4. Loch Eye, Skottland Anlöpte 14 maj 1948, avseglade 18 maj 1948
5. Bristol, England Anlöpte 20 maj 1948, avseglade 25 maj 1948
6. Amsterdam, Holland Anlöpte 28 maj 1948, avseglade 3 juni 1948
7. Trondheim, Norge Anlöpte 7 juni 1948, avseglade 11 juni 1948
8. Göteborg Anlöpte 14 juni 1948, avseglade 17 juni 1948
9. Karlskrona

Runt år 1950 genomgick Stockholm en ombyggnation då bland annat skrovet breddades för att öka stabiliteten och den mellersta 12 cm kanonen flyttades till den aktra bryggan. Det hade nämligen visat sig att kanonen då den stod mellan skorstenarna skymdes av dessa, vilket gav dåliga bestrykningsvinklar. Vidare byttes luftvärnet ut mot modernare kanoner och radar, hydrofoner samt stridsledningscentral tillkom.
Stockholm ingick i flottan till den 1 januari 1964 då hon utrangerades. År 1965 såldes hon för skrotning i Ystad.

HMS Stockholms vapen.

## Fartygschefer
- 1937–1938 – Stig H:son Ericson[4]